# B’z (album)
B’z – debiutancki album studyjny japońskiego zespołu B’z, wydany 21 września 1988 roku. Album osiągnął 47 pozycję w rankingu Oricon i pozostał na liście przez 87 tygodni, sprzedał się w nakładzie 338 360 egzemplarzy. Album zdobył status platynowej płyty.

## Lista utworów
Wszystkie utwory zostały napisane i skomponowane przez Kōshi Inabę i Takahiro Matsumoto.
| Nr | Tytuł | Czas |
| -- | --- | ---- |
| 1. | „Dakara sono te wo hanashite” (jap. だからその手を離して)                                                                  | 3:49 |
| 2. | „Half Tone Lady” | 3:36 |
| 3. | „Heart mo nureru number ~stay tonight~” (jap. ハートも濡れるナンバー 〜stay tonight〜 Hāto mo nureru nanbā ~stay tonight~) | 4:39 |
| 4. | „Yūbe no Crying ~This is my truth~” (jap. ゆうべのCrying 〜This is my truth〜)                                             | 5:30 |
| 5. | „Nothing To Change” | 4:37 |
| 6. | „Kodoku ni Dance in vain” (jap. 孤独にDance in vain)                                                                       | 4:54 |
| 7. | „It's not a dream” | 3:56 |
| 8. | „Kimi o ima dakitai” (jap. 君を今抱きたい)                                                                                 | 4:13 |
| 9. | „Fake Lips” | 4:39 |

## Notowania
| Lista                      | Pozycja |
| -------------------------- | ------- |
| Oricon Weekly Albums Chart | 47      |
| Oricon Yearly Albums Chart | 84      |